# Emmeroberlauf und Beberbach
Koordinaten: 51° 51′ 39″ N, 9° 5′ 55″ O

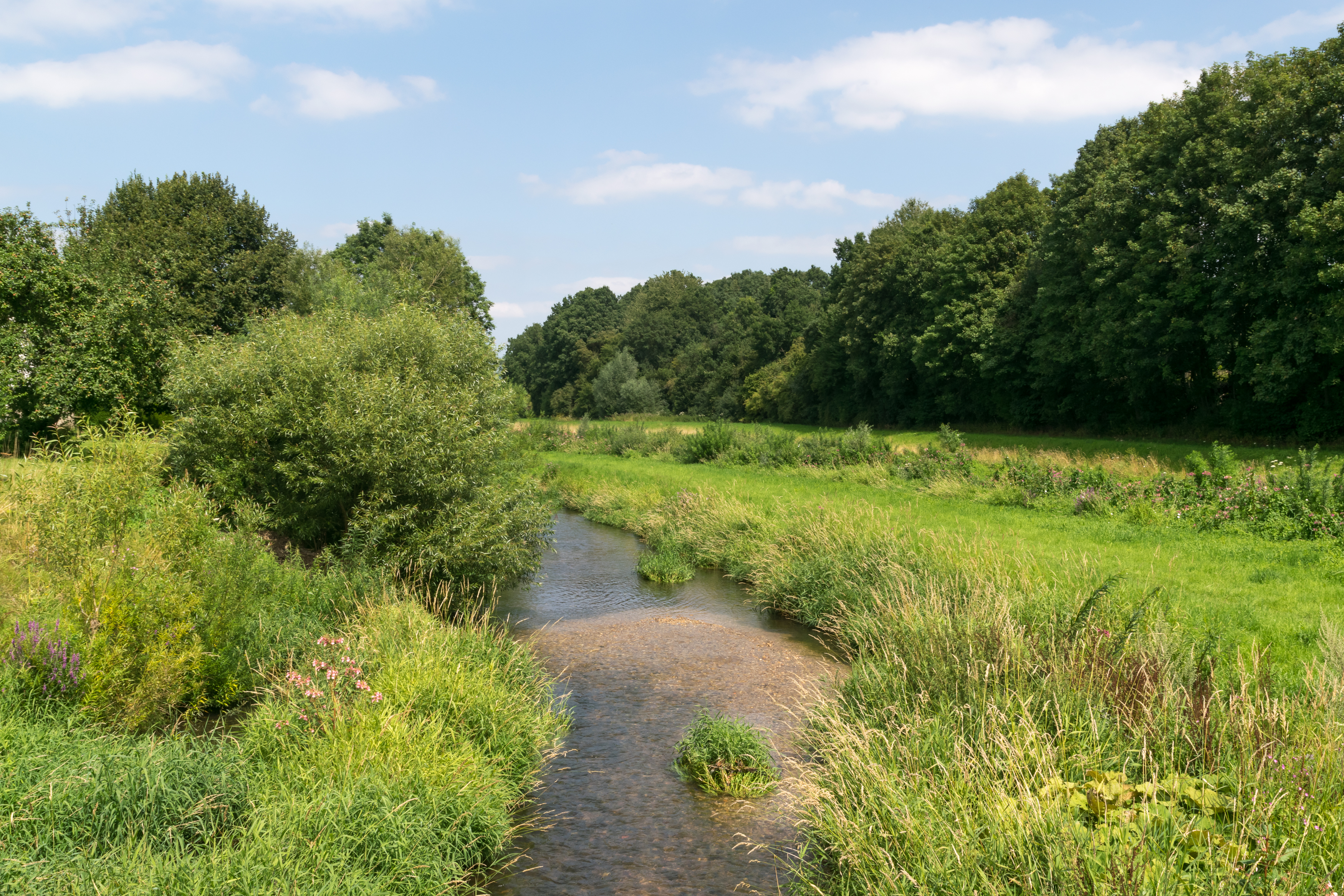
Naturschutzgebiet Emmeroberlauf und Beberbach (August 2015)

Das Naturschutzgebiet Emmeroberlauf und Beberbach ist ein Naturschutzgebiet (NSG) im Kreis Höxter in Nordrhein-Westfalen. Das 363,7642 ha große NSG mit der Schlüssel-Nummer HX-058 wurde im Jahr 2001 ausgewiesen. Es erstreckt sich nördlich, südlich und südöstlich der Stadt Steinheim auf dem Gebiet der Städte Marienmünster, Nieheim und Steinheim entlang der Emmer und der Beber.